# Människoloppa
Människoloppan (Pulex irritans) lever i miljöer runt däggdjur, då den inte endast har människan som värddjur. Människoloppan går att hitta över hela jordklotet förutom i polartrakterna.
Människoloppan tros ha sitt ursprung i Central- eller Sydamerika. Troligen har människoloppan haft människan som värd sedan slutet av istiden för ca 14 000 år sedan. Människoloppan livnär sig på att suga blod ur sitt värddjur. Den är även en smittbärare och kan bära runt på många olika sorters smittor, som till exempel pesten. Människoloppan är polygynandrisk och parar sig med flera partner. Honan lägger 8-12 ägg och kan göra detta året runt. När äggen kläcks föds människoloppan först som en larv, blir sedan en puppa, och utvecklas efter det till en vuxen människoloppa som kan bli 2-3,5 mm lång.

## Systematik ochmorfologi
Pulex irritans beskrevs år 1758 av Carl von Linné.
Arten tillhör familjen husloppor (Pulicidae) i insektsordningen loppor. Alla loppor är blodsugande ektoparasiter. De är små och vinglösa, med en tillplattad och vanligen mörkfärgad kropp. Andra kännetecken är att de har tre par långa och kraftfulla ben, som är täckta med grova hårstrån, samt utrustade med en klo längst ut. Deras långa ben och speciellt de långa bakbenen är förklaringen till deras förmåga att kunna hoppa högt. Förmågan att kunna hoppa högt i förhållande till sin kroppsstorlek är en viktig spridningsanpassning. Pulex irritans har observerats kunna hoppa ca 33 cm vågrätt och nästan 20 cm lodrätt.
En vuxen Pulex irritans har en tillplattad rödbrun kropp och honorna blir ca 2,5 -3,5 mm långa vilket är något större än hanarna, som blir mellan 2 och 2,5 mm långa.
Huvudet på Pulex irritans är runt och litet i förhållande till dess mellankropp och bakkropp, som är mycket större. Loppan har ett par små antenner som sitter på det lilla huvudet och deras mundel är anpassad för att kunna tränga igenom och suga blod.
Pulex irritans kropp är täckt med många styva hårstrån, som är riktade bakåt för ett bättre grepp på sin värd. Denna konstruktion tillsammans med loppans tillplattade kropp underlättar framkomligheten på värden (människan), under kläder och bland hårstrån. Hund- och kattlopporna har speciellt utvecklade styva och tjocka hårstrån arrangerade i rader som på en borste eller kam. Pulex irritans saknar helt dessa specialutvecklade partier med hårstrån, vilket skiljer den från hund- och kattloppan som har dessa så kallade kammar både på huvudet och på mellankroppen.

## Utspridning och ursprung
Människoloppan existerar över hela världen, förutom vid Arktis. Hur vanlig den är varierar dock. I Sverige är den inte så vanlig på grund av levnadssätt och livsmiljö. Arten tros härstamma från Central- eller Sydamerika, varifrån den spred sig över Beringlandbryggan genom Asien till Europa och Afrika efter istiden.
Människoloppan kan ha utnyttjat människan som värd under en längre tid rent historiskt, troligen redan i slutet av istiden för cirka 14 000 år sedan. Arten utnyttjar idag ett relativt brett värdspektrum. Före spridningen från Amerika hade den antagligen bara en primär värd. Ursprungsvärden i Sydamerika levde troligen i människans närhet. Marsvin och navelsvin är tänkbara som primära värdar.

## Livsmiljö
Själva namnet människoloppa är aningen missvisande då det inte är bara människor som kan vara värddjur. Människoloppan lever i miljöer runt däggdjur, som den sedan sätter sig på när den behöver äta. Oftast återfinns även ägg, larver och puppor i närheten, antingen på det värddjur som människoloppan valt att äta på, eller i dennes bostad. Den är numera ovanlig i Sverige. Den är fortfarande vanlig i länder med sämre hygienisk standard.

## Reproduktion och förökning
Människoloppan är polygynandrisk. Det betyder att honan parar sig med flera hanar, vilka även parar sig med flera honor. Hanen använder sina känselspröt för att avgöra om det är en hona han mött. När hanen möter en hona, stöter hanens känselspröt emot honan och hanens antenner/spröt erigeras. Hanen placerar sig sedan huvudstående bakom honan. Medan hanen greppar tag i honan med sin antenn, lyfter han sin mage och spänner ut sin aedeagus (hanens reproduktionsorgan) in i honans spermatheca (reproduktionsorgan).
Honan kommer sedan lägga 8 – 12 ägg, vilka kläcks 4 – 6 dagar senare. Människoloppan kan reproducera sig året runt.
För att honans äggstockar ska kunna utvecklas helt, måste den suga blod från värden. Detta innebär att honan kan reproducera sig först efter att den sugit blod. Äggen är ovala och vita, ca 0,5 mm långa, och läggs bland damm och skräp i till exempel golvspringor och mattor. De kläcks till larver efter 4 – 6 dagar.
Larverna saknar både ben och ögon, är krämvita eller gulaktiga i färgen och ca 6 mm långa. Huvudet är mörkare än kroppen och bakdelen brukar ha två små, bruna krokar. De lever av organiskt avfall. Cirka 11 dagar senare går larverna över i puppa-stadiet. Puppan omges av en silkeslik, kladdig kokong på vilken smuts lätt fastnar och därmed fungerar som kamouflage. Den är ca 4 x 2 mm.
Larv och puppa-stadiet är färdigt efter 3-4 veckor, då puppan blir en vuxen loppa. Vintertid tar utvecklingen från ägg till vuxen loppa längre tid, cirka 6 veckor. För att puppa-fasen ska övergå till en loppa, måste den omgivande miljön vara tillfredsställande för loppan. Om inte, kan den stanna vilande i sin kokong i upp till ett år. En vuxen människoloppa kan leva i upp till ett år efter att den gått ur puppa-stadiet.
Livslängden varierar beroende på tillgång på föda och temperatur, samt på fuktigheten.

## Smittor, bett och zoonoser
Människoloppan fungerar som en vektor för många patogener. Mest känd är Yersinia pestis, en bakterie som orsakar pesten och som primärt infekterar små däggdjur. Yersinia pestis dödar till slut loppan genom att den samlas och förökar sig i loppans buk. På så sätt täpper det för så att loppan inte längre får i sig något blod.
Andra zoonoser är inte lika väl studerade. Hit hör rickettsiabakterier som orsakar olika former av tyfus, tex. Rickettsia typhi, som orsakar murin tyfus, och Rickettsia felis, som orsakar loppburen fläckfeber. Ett annat exempel är Bartonella quintana, en bakterie som orsakar skyttegravsfeber.
Dipylidium caninum, som är en typ av plattmask vars ägg äts upp av lopp-larven. Om loppan sedan under sitt vuxenstadium blir uppäten utvecklas plattmasken i tarmarna hos värden. Potentiella värdar för plattmasken är hundar, katter och även människor.
Av dessa är det dock endast Yersinia pestis som kan överföras emellan värddjuret och människor via bett. De andra patogenerna smittar via kontakt med loppans avföring. Dessa överförs främst av andra lopparter, men överförs även av Pulex irritans.
Sår från betten av loppan är lätt upphöjda och kan vara rödaktiga på grund av att blod har sluppit ut från punkteringen. Betten sitter ofta i grupper och orsakar klåda. En stor infestation av Pulex irritans kan leda till anemi hos loppans mindre värdar, såsom smådjur, katter och hundar.